# Tommaso Laureti
Tommaso Laureti, také znám jako Tommaso Laureti Siciliano (1530 – 22. září 1602), byl italský malíř původem ze Sicílie. Učil se v ateliéru italského malíře období vrcholné renesance a raného manýrismu Sebastiana del Piomba. Piombo, původem z Benátek, spojoval ve svém umění styl benátské školy se stylem římským, kam odešel před rokem 1511 a kde zůstal do konce života. Thomaso Laureti pracoval v Římě od roku 1582 pro papežské patrony umění. Maloval ve stylu inspirovaném Michelangelem. Mezi ostatními umělci vynikal především schopností pracovat s perspektivou.

## Životopis
Laureti se narodil v Palermu na Sicílii. Po smrti svého učitele Sebastiana del Piomba v roce 1547 se Laureti usadil v Bologni. Představil zde své umění práce s perspektivou. V Palazzo Vizzani vytvořil na stropě obraz Alexandr Veliký. Pro kostel San Giacomo Maggiore v Bologni namaloval obraz Transportation of the Body of Saint Augustine. Když sochař Giambologna dostal od papeže Pia IV. zakázku na stavbu fontány, stále zdobící náměstí v Bologni a známé jako Neptunova fontána, Laureti navrhl pro základnu fontány mramorové a bronzové ozdobné prvky, které jsou ukázkovým příkladem manýrismu. Práce na fontáně byly dokončené v roce 1566. Fontána je vytvořena podle Lauretiho kreseb a návrhů z roku 1563. Jedná se nepochybně o Lauretiho nejznámější veřejné dílo.

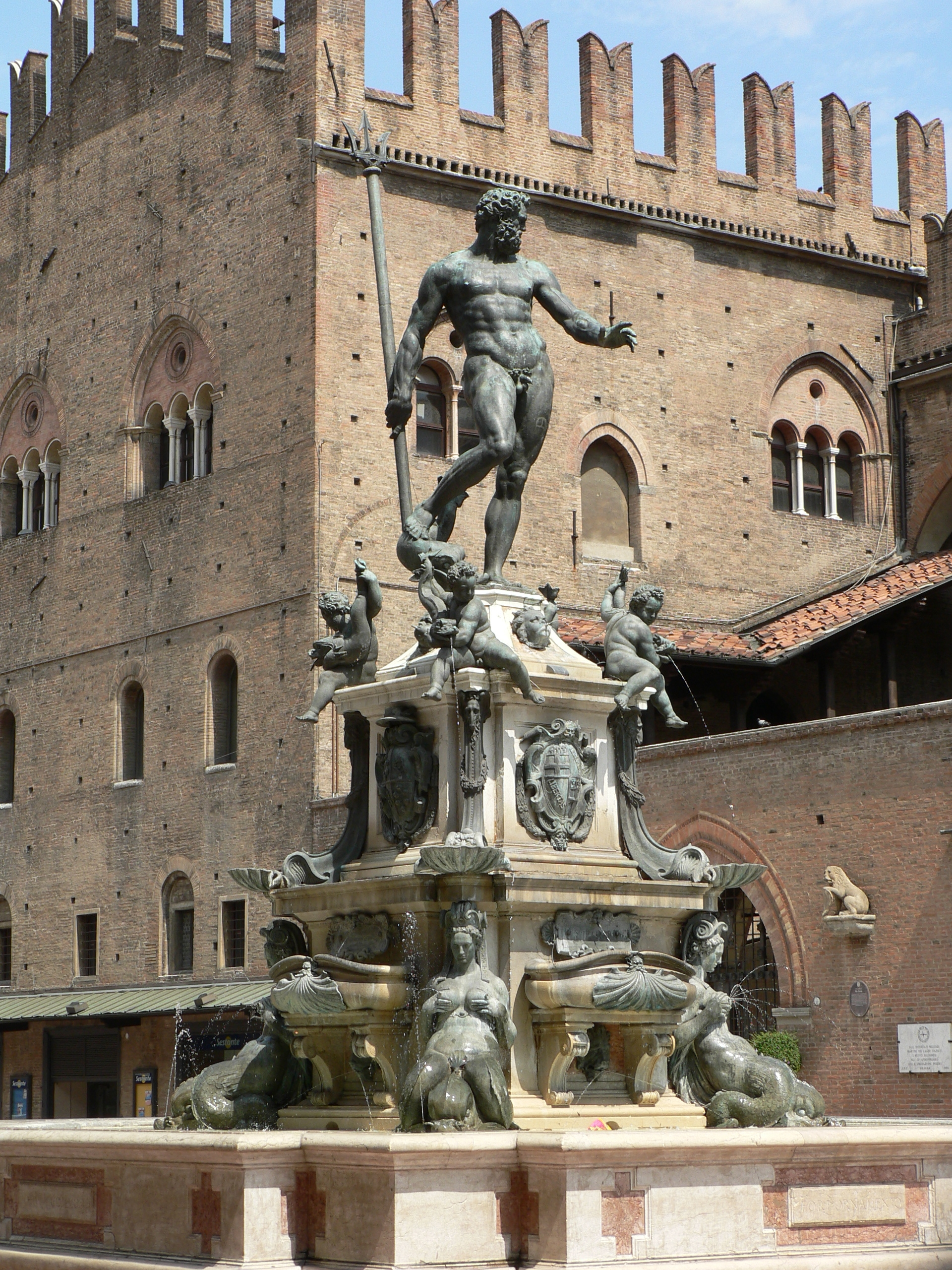
Giambologna, Neptunova fontána v Bologni, základnu navrhl Laureti

V kostele Santa Susanna v Římě je Lauretiho Death of Saint Susanna (Smrt svaté Susanny) hlavním oltářem. Mezi roky 1587–1594 vytvořil fresky v Sala dei Capitani v Palazzo dei Conservatori na Campidoglio (Kapitolu). Fresky zobrazují epizody z římských dějin: The Justice of Brutus (Brutova spravedlnost),  Horatius Cocles hájící Pons Sublicius , Victory at Lake Regillus (Bitva u jezera Regillus – Vítězství u jezera Regillus) a Gaius Mucius Scaevola před Larsem Porsenou.

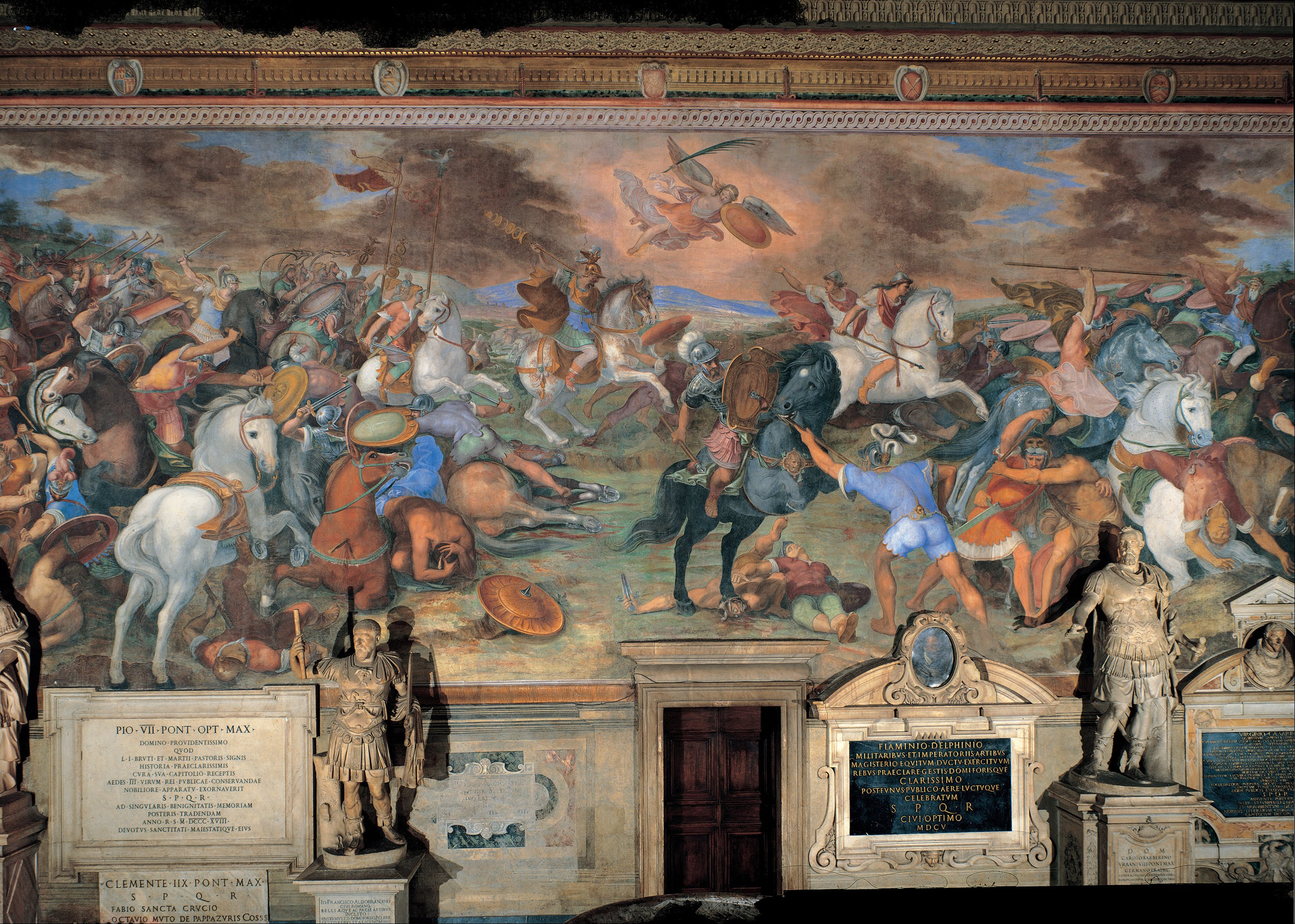
Tommaso Laureti: Battle of Lake Regillus, freska

V roce 1582, po Tridentském koncilu, pověřil papež Řehoř XIII. Lauretiho, aby vytvořil řadu fresek na téma The Triumph of the Christian religion (Triumf křesťanství) na stropě Sala di Costantino. Fresky, které v minulém století vytvořil Rafael, zdobily stěny. Centrální téma je obklopeno alegorickými ženskými postavami reprezentujícími italské provincie. Strop byl dokončen za pontifikátu Sixta V., který s prací Lauretiho nebyl spokojen. Přísné iluzionistické perspektivy dokazují malířovu neustálou posedlost perspektivou. Giovanni Baglione, umělecký historik, ve svých biografiích umělců uvádí, že Lauretimu pomáhal malíř Antonio Scalvati (1559–1619), který se narodil v Bologni a za pontifikátu Řehoře XIII. se přestěhoval do Říma.
Pro baziliku San Prospero v Reggio Emilia namaloval oltářní obraz, který zobrazuje The Assumption (Nanebevzetí), tento obraz dokončil v roce 1602 Ludovico Carracci.
Laureti se v roce 1595 po Federicu Zuccarim stal druhým vedoucím Cechu svatého Lukáše, umělecké akademie v Římě. Jeho pamětní portrét (datovaný 1603) a vytvořený Orazio Borgianni je stále vystaven v Accademia di San Luca.

## Poznámka
1. ↑  Pons Sublicius je nejstarší známý římský most přes řeku Tiberu, postavený nedaleko římského pahorku Aventine. Podle tradice byla stavba mostu objednána Ancusem Marciusem kolem roku 642 př. n. l., ale toto datum je pouze přibližné. Žádný záznam o stavbě mostu neexistuje.